# Шпиг, Эдуард Павлович
Шпиг Эдуард Павлович (1 июня 1938 года, Алма-Атинская обл., Казахская ССР, СССР — 18 октября 1997 года, г. Кировск, Мурманская обл., РФ) — работник горнодобывающей промышленности, машинист экскаватора, Герой Социалистического Труда, делегат XXVII съезда КПСС, депутат Верховного Совета СССР. Украинец.

## Биография
Родился в Алматинской области, где жил и работал до призыва в армию. Срочную воинскую службу проходил на Кольском полуострове в Мурманской области в Печенге, где решил остаться после демобилизации. В 1963 году переехал в г. Кировск Мурманской области для работы на строительстве второй апатито-нефелиновой обогатительной фабрики и рудника «Центральный» комбината «Апатит» сначала помощником, а спустя некоторое время — машинистом экскаватора.  
В 1974 году за достижение высоких результатов во Всесоюзном социалистическом соревновании — награжден орденом Ленина. 
6 апреля 1981 года указом Президиума Верховного Совета СССР за выдающиеся производственные достижения, досрочное выполнение заданий десятой пятилетки и социалистических обязательств, проявленную трудовую доблесть ему было присвоено звание Героя Социалистического Труда с вручением ордена Ленина и золотой медали «Серп и Молот». 
В 1986 году —делегат XXVII съезда КПСС. 
Умер 18 октября 1997 года. Похоронен в Кировске. 

## Награды
- Медаль «За трудовое отличие» (1966 г.)
- Орден Трудового Красного Знамени (1971 г.)
- Орден Ленина (дважды — 1974 г. и 1981 г.)
- Орден Дружбы народов (1986г)[3]